# Perry Mason: Partitura mortale
Perry Mason: Partitura mortale (Perry Mason: The Case of the Musical Murder) è un film per la televisione del 1989, diretto dal regista Christian I. Nyby II. 

## Trama
A Broadway si sta provando in un teatro per mettere sul palcoscenico un musical intitolato Polly, interpretato da una vecchia gloria: Amanda Cody. Il regista del musical, Tony Franken, è veramente odioso con tutti quelli della troupe: dal ballerino alla coreografa, dallo sceneggiatore al musicista, sino al responsabile delle attrezzature, Johnny, che viene licenziato in tronco. Il ragazzo gira nella notte senza meta, ubriacandosi. È in questo stato che Perry Mason lo vede dalla finestra della sua stanza in ospedale, dove era degente e insonne. Alla stessa ora, Tony Franken riceve una telefonata che lo informa di un fatto grave e di andare subito al teatro. Qui, una persona armata di pistola, uccide il regista e nasconde l'arma nella camera di Johnny, il quale viene subito arrestato il mattino seguente con l'accusa di omicidio. Perry Mason, informato del fatto che il ragazzo è stato accusato, interviene per difenderlo, sicuro dell'innocenza di Johnny. Avendo bisogno di aiuto per le indagini, Perry contatta Ken Malansky, che, in compagnia di Amy Hastings, inizia a interessarsi al caso. In tribunale Perry Mason scoprirà il colpevole inchiodandolo alle sue responsabilità.

## curiosità
L'attore Dwight Schultz era già comparso in un film precedente della serie, Perry Mason: Lo spirito del male.